# Verdens Hellige Skrifter
（书面挪威语，直译：「世界的神圣经典」）是挪威读书俱乐部出版的一系列书籍。该系列探讨世界各地各种宗教和神话学的主要宗教經典，于2000年至2015年出版，共计85册。
的编辑是阿尔夫·范德哈根、托尔·阿格·布林斯韦德和宗教史教授詹斯·布拉维格。丛书由挪威专业人士撰写，主要是宗教史学家，其余包括神学家、语言学家和社会人类学家；平面设计为奥德·格洛彭。本系列中的大部分文本，均是首次被翻译成挪威语。
布拉维格将该系列丛书描述为“这个国家有史以来最大的传播项目之一”，并进一步强调：
我们通过多位专家对原始语言原文的仔细阅读，创作出真正独特的书籍。对于我来说，我的目标一直是向大家展示这是我们所拥有的最先进的人文学科。大学各个领域都有许多才华横溢的人才，我很高兴他们能够参与这一系列的工作，这样他们就能够将他们的知识传达给更多的读者。
2010年该系列丛书出版十周年之际，出版商报告称该系列60本书的总销量，已经达到30万册。